# FINDRISC

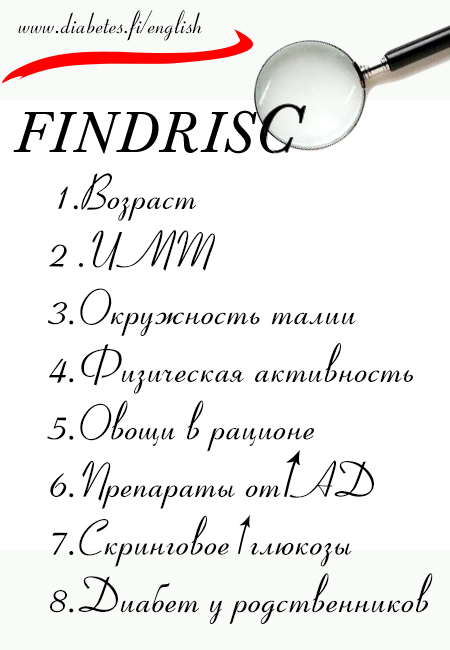
Опросник FINDRISC

FINDRISC (The Finnish Diabetes Risk Score) — распространённая в Европе шкала оценки риска развития диабета, разработанная Финской Ассоциацией Диабета. Эта шкала, доступная на большинстве европейских языков, позволяет оценить 10-летний риск сахарного диабета (СД) 2 типа, включая бессимптомный сахарный диабет и нарушение толерантности к глюкозе (НТГ), с 85 % точностью. Данная шкала используется у людей старше 25 лет.
Шкала «FINDRISC» составлена финскими исследователями, также успешно использовалась в других европейских странах. Установление валидности шкалы проводилось в Германии, Нидерландах, Дании, Швеции, Великобритании, Австралии. Шкала показала хорошую чувствительность и специфичность в Германии, США, Швейцарии, Канаде. Однако эффективность финской модели была низкой в популяции оманских арабов. Шкала официально рекомендована к использованию в России.

## Форма оценки сахарного диабета 2 типа FINDRISC
Шкала FINDRISC представляет собой тест из 8 вопросов. Пациент должен выбрать характерный 1 вариант ответа. В конце теста подсчитываются сумма балов и проходит интерпретация результатов.
Обведите характерный для себя вариант ответа: 

1.Возраст
- 0б. меньше 45 лет
- 2б. 45-54 года
- 3б. 55-64 года
- 4б. более 65 лет

2. Индекс массы тела

- 0б. менее 25 кг/м2
- 1б. 25-30 кг/м2
- 2б. более 30 кг/м2

3. Окружность талии(на уровне пупка)

Мужчины Женщины

- 0б. менее 94 см менее 80 см
- 3б. 94-102 см 80-88 см
- 4б. более 102см более 88 см

4. Наличие минимум 30 мин. физической активности
- 0б. Да
- 2б. Нет

5. Как часто Вы едите овощи?

- 0б. Каждый день
- 1б. Не каждый день

6 Приходилось ли Вам принимать антигипертензивные препараты на регулярной основе?

- 0б. Нет
- 2б. Да

7 Находили ли у Вас повышение глюкозы крови (при профосмотре, во время болезни, при беременности)?

- 0б. Нет
- 5б. Да

8. Был ли сахарный диабет у кого-то из Вашей семьи?

- 0б. Нет
- 3б. Был: у дедушки/бабушки, тёти, дяди, двоюродного брата/сестры
- 5б. Был: у моего родителя, брата/сестры, моего ребёнка

## Интерпретация результатов
Общий риск (риск развития диабета в течение ближайших 10 лет):

- Ниже 7 баллов — Низкий: примерно у 1-го из 100 будет диабет
- 7-11 баллов — Немного повышен: примерно у 1-го из 25 будет диабет
- 12-14 баллов — Умеренный: примерно у 1-го из 6 будет диабет
- 15-20 баллов — Высокий: примерно у 1-го из 3 будет диабет
- Более 20 баллов — Очень высокий: примерно у 1-го из 2 будет диабет